# Zbigniew Michejda

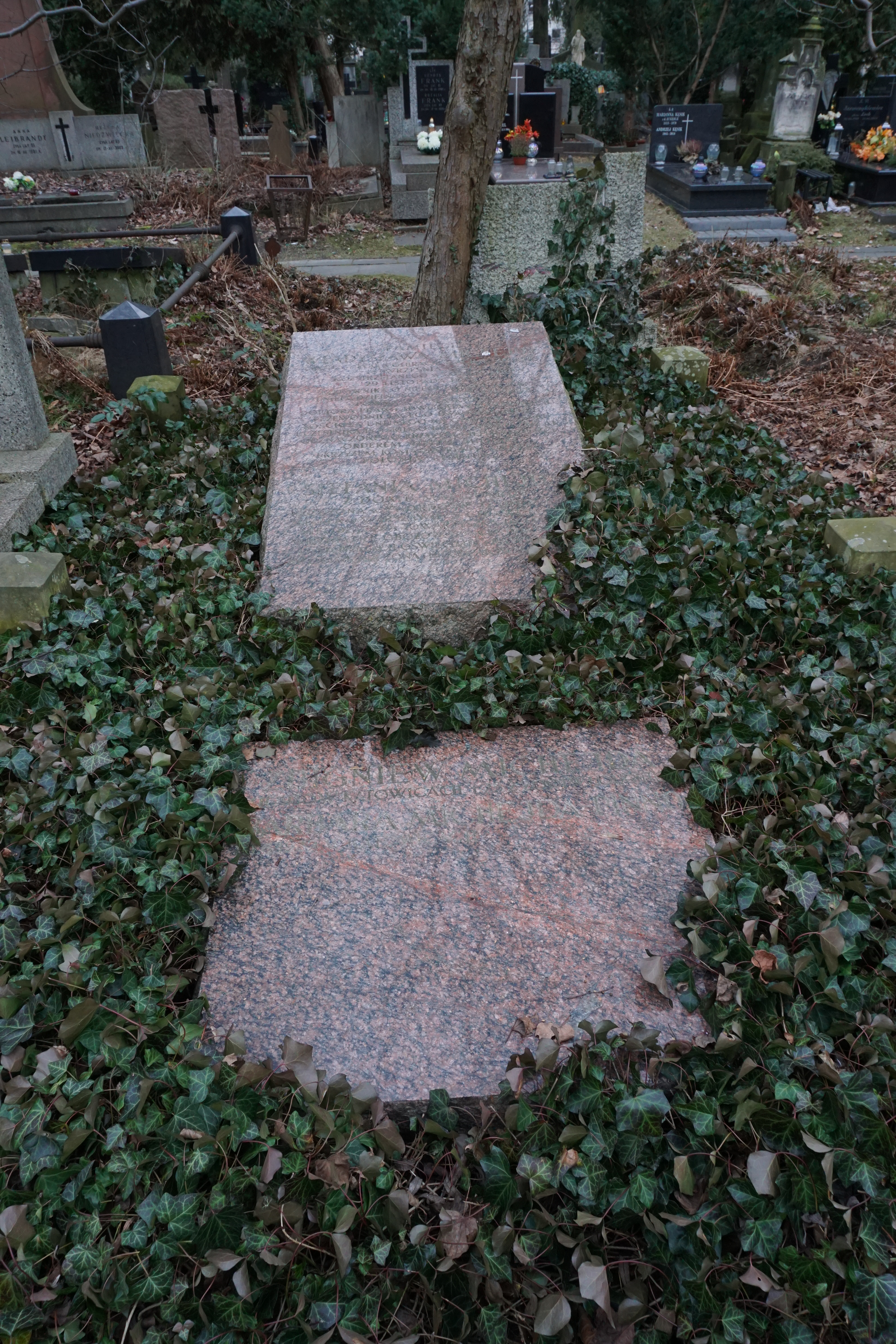
Grób Zbigniewa Michejdy na cmentarzu ewangelicko-augsburskim w Warszawie

Zbigniew Michejda (ur. 1 listopada 1930 w Katowicach, zm. 25 lutego 2001 w Loughton) – polski inżynier elektronik, nauczyciel akademicki, pionier informacji naukowej oraz komputeryzacji w zakresie bibliotekoznawstwa w Polsce. 

## Nauka i studia
Syn Władysława Michejdy, doktora praw i działacza politycznego na Górnym Śląsku oraz Stefanii z domu Marquardt (Markwart). W czasie okupacji niemieckiej chodził do szkoły powszechnej w Ustroniu na Śląsku Cieszyńskim. W 1947 roku ukończył Gimnazjum i Liceum Matematyczno-Przyrodnicze oraz średnią szkołę muzyczną w Cieszynie. Studiował na Wydziale Elektrycznym i Wydziale Łączności Politechniki Gdańskiej (dyplom w 1952 r.).

## Praca zawodowa
W 1951 r. przeniósł się do Warszawy, gdzie rozpoczął pracę w Przemysłowym Instytucie Telekomunikacyjnym, studiując równocześnie na Wydziale Matematyki i Fizyki Uniwersytetu Warszawskiego. W tym czasie interesował się akustyką i teorią muzyki. Wykładał w Państwowej Wyższej Szkole Muzycznej, brał udział w pracach nad nowym systemem notacji muzycznej, był współautorem projektu akustycznego budynku Akademii Muzycznej w Warszawie (1954). W latach 1954–1957 pracował w Instytucie Bibliograficznym Biblioteki Narodowej. W latach 1957–1971 był kolejno kierownikiem kilku ośrodków dokumentacji i informacji naukowo-technicznej w instytucjach centralnych, między innymi w Centrum Obliczeniowym Polskiej Akademii Nauk (CO PAN), Komitecie Nauki i Techniki oraz Centralnym Instytucie Informacji Naukowo-Technicznej i Ekonomicznej (CIINTE). 
W 1963 r. związał się z Katedrą Bibliotekoznawstwa Wydziału Filologicznego UW, gdzie prowadził wykłady w zakresie teorii i technik dokumentacji i informacji. W wyniku jego wieloletnich starań utworzono w 1968 r. Podyplomowe Studium Informacji Naukowej (PSIN) przy Uniwersytecie Warszawskim dla kształcenia dokumentalistów i bibliotekarzy w zakresie informatyki, pierwszą w Polsce interdyscyplinarną placówkę tego typu. Opracował jego program i został jednym z jego wykładowców. Zaangażował się w kampanię przeciwko odrzuceniu innowacyjnego projektu polskiego mikrokomputera K-202. W latach 1971–1976 był członkiem Światowego Systemu Informacji Naukowej UNISIST, konsultantem Państwowego Systemu Informatycznego „Światowid“ i kierownikiem Pracowni Systemów Informacyjnych UW UNIWARS.   

## Anglia
W 1976 r. wyjechał na stałe do Anglii, gdzie związał się ze stowarzyszeniem bibliotek specjalistycznych ASLIB, a później prowadził niezależne biuro brokerskie. Zamierzał przeznaczyć środki na utworzenie fundacji, która przyczyniłaby się do rozwoju badań nad historią Śląska Cieszyńskiego. Zmarł nagle w Loughton koło Londynu. Został pochowany w grobie rodzinnym na cmentarzu ewangelicko-augsburskim w Warszawie (aleja 21, grób 33).

## Pamięć
Z inicjatywy siostry Zbigniewa Michejdy – Barbary Michejdy-Pinno – utworzono 11 lipca 2003 r. w Książnicy Cieszyńskiej donację jego imienia. Z jej środków nabywane są druki, rękopisy oraz inne obiekty biblioteczne o tematyce dotyczącej szeroko pojętej historii i kultury Śląska Cieszyńskiego w kontekście środkowoeuropejskim. Za jej sprawą do 2013 r. zbiory Książnicy Cieszyńskiej powiększyły się o ponad 1200 jednostek materiałów różnorakiego typu (głównie książek, ale i rękopisów, archiwaliów, ikonografii czy map). Korzystanie ze środków funduszu pozwoliło w znacznym stopniu wypełnić bibliotece luki w zbiorach w zakresie obcojęzycznego, przede wszystkim niemieckiego, piśmiennictwa o tematyce śląskoznawczej.
Stowarzyszenie Bibliotekarzy Polskich przy współpracy z Instytutem Informacji Naukowej i Studiów Bibliologicznych UW wydało w roku 2005 tom zatytułowany Od informacji naukowej do technologii społeczeństwa informatycznego poświęcony pamięci Zbigniewa Michejdy.